# Ernest Farrés i Junyent
Ernest Farrés i Junyent (Igualada, 1967) és un poeta i periodista català. Treballa com a redactor al diari La Vanguardia de Barcelona.
Ha escrit set llibres de poesia: Clavar-ne una al mall i l'altra a l'enclusa (1996), Mosquits (1998), Edward Hopper (2006), Els efectes imprevisibles dels camps magnètics (2011), Blitzkrieg (2011), Los Angeles (2015), amb il·lustracions de Joan Longas, i Franciscanismes (2023).

El seu blog La República Poètica de l'Ernest Farrés va ser guardonat amb el Premi Vila de Martorell de Blogs de Literatura en Català 2010.

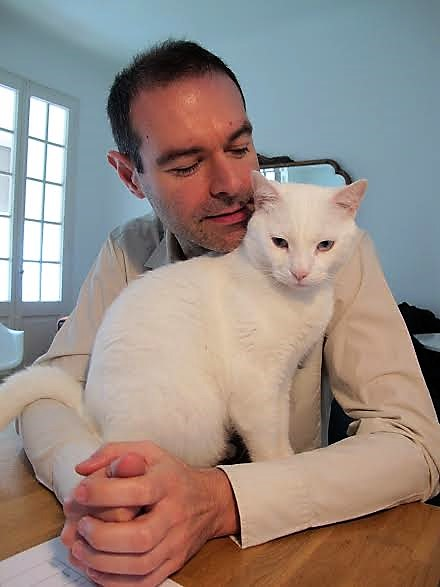

El poemari Edward Hopper ha estat traduït a l'anglès (la traducció de Lawrence Venuti va obtenir el Premi Robert Fagles 2008), a l'italià i a l'alemany. Versions angleses dels seus poemes s'han publicat en revistes com Calque, The Nation, PN Review, Two Lines, Words Without Borders, World Literature Today i Zoland Poetry.
També ha editat 21 poetes del XXI. Una antologia dels joves poetes catalans (2001).

## Obra poètica
- Clavar-ne una al mall i l'altra a l'enclusa (Columna, 1996)
- Mosquits (7 i Mig, 1998)
- Edward Hopper (Viena Edicions, 2006)
- Els efectes imprevisibles dels camps magnètics (Labreu Edicions, 2011)
- Blitzkrieg (Meteora, 2011)
- Los Angeles (Viena Edicions, 2015)
- Franciscanismes (Stonberg Editorial, 2023)

## Estudis literaris i divulgació
- 21 poetes del XXI. Una antologia dels joves poetes catalans (Proa, 2001)

## Traduccions
- Edward Hirsch: Història parcial de la meva estupidesa i altres poemes (Edicions de 1984, 2017. En col·laboració amb Gemma Gorga)

## Obra pròpia traduïda
- Edward Hopper (Graywolf Press, 2009. Carcanet, 2010). Traducció de Lawrence Venuti. Premi de Traducció Robert Fagles 2008
- Edward Hopper (Edizioni Nemapress, 2011). Traducció d'Emanuela Forgetta
- Edward Hopper (teamart Verlag, 2012). Traducció d'Eberhard Geisler

## Premis
- Premi Recull-Salvador Reynaldos de periodisme, 1994
- Premi Octavio Paz de Poesia, 1996
- Englantina d'Or dels Jocs Florals de Barcelona, 2005